# Stanisław Andrzej Łukowski
Stanisław Andrzej Łukowski (ur. 15 marca 1940 w Lublinie, zm. 16 maja 2021) – polski poeta i prozaik.
Ukończył technikum geodezyjno-drogowe. Debiutował w 1960 roku na łamach dwutygodnika "Kamena" jako prozaik. Był kierownikiem Wojewódzkiego Ośrodka Dokumentacji Geodezyjno Kartograficznej w Lublinie. Pochowany na cmentarzu przy ulicy Lipowej w Lublinie.

## Twórczość
- "Taka psia gwiazda" - opowiadania - Lublin - 1977
- "I nie tylko pamięć" - wiersze - Lublin - 1977
- "W imię własne" - wiersze - Lublin - 1979
- "Święta remiza" - opowiadania - Lublin - 1990
- "Petryferie" - wiersze i opowiadania - Lublin - 2004
- "Z dziejów ruchu literackiego na Lubelszczyźnie" - szkice i wspomnienia - Lublin - 1998,
- "Informator Lubelskiego Oddziału Związku Literatów Polskich (poeci, prozaicy, eseiści 1983-2013)" - Lublin 2013

## Odznaczenia[3]
- Złoty Krzyż Zasługi
- Odznaka honorowa „Zasłużony dla Kultury Polskiej”
- Medal „Zasłużony Kulturze Gloria Artis”
- Odznaka „Zasłużony Działacz Kultury”
- odznaka  odznaką „Za zasługi dla Lubelszczyzny”
- Odznaka Honorowa „Zasłużony dla Województwa Lubelskiego”